# V-Ray

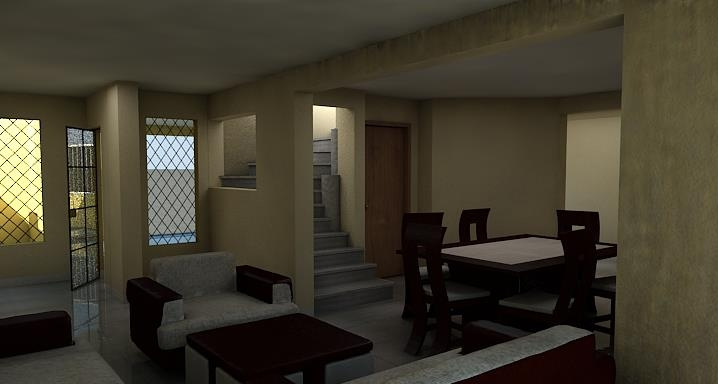
Ejemplo de Render Arquitectónico.

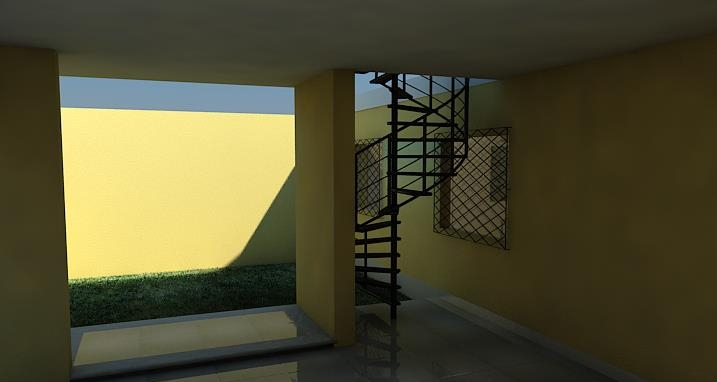
Ejemplo de Ray-Tracing

V-Ray es un motor de renderizado usado como extensión para algunas aplicaciones de gráficos computacionales, como 3ds max, maya, modo, sketchUp, Nuke, entre otros.
Los principales desarrolladores de V-Ray son Vladimir Koylazov y Peter Mitev de Chaos Software Production Studio, establecidos en 1997 en Sofía, Bulgaria.Este motor recibió un reconocimiento de los Oscars en la clasificación de Premios Científicos y Técnicos de la Academia con el cual reconoce el papel de V-Ray por su enfoque eficiente para la producción para renderizar raytracing e iluminación global y así llevar CGI realista a la pantalla grande.
Es un motor de renderización que usa técnicas avanzadas, como por ejemplo algoritmos de Iluminación Global (GI) tales como Path Tracing, Mapeo de Fotones, Mapas de Irradiación y Fuerza bruta, siendo esta última la opción primaria establecida desde las versiones 3.0 por su precisión y una mejor reducción de tiempos en la representación de la imagen (renders). El uso de estas técnicas a menudo lo hacen preferibles a los motores de render convencionales que son proporcionados por defecto por las aplicaciones 3D, por lo general los renders generados con estas técnicas se ven más reales, como los efectos de iluminación que son emulados de manera más realista.
V-Ray es usado tanto en el cine (El Último Samurai, Avatar, Gigantes de Acero, Oblivion, Tron: Legacy, Iron Man 3, Robocop, Doctor Strange, Captain America: Civil War y Deadpool.) como en la industria de juegos de video, también es usado ampliamente para hacer renders Arquitectónicos muy realistas.

## Materiales de V-Ray
El editor de materiales propio de este motor de renderizado cuenta con parámetros de reflexión y refracción, translucencia y permite versatilidad en la configuración de materiales avanzados. Cuenta con diversos otros materiales como vray2sidedMt y vray fastsss2 y vrayskin Mtl para representación de efectos trasnslucidas como la conocida propiedad subsurface que se ve en objetos plásticos, cerámica, telas, alimentos y pieles.

## Cámara física de V-Ray
V-Ray cuenta con una cámara física que emula las opciones de configuración de exposición por ejemplo de las cámaras reflex reales.
La cámara Vray difiere de la cámara estándar de 3ds Max, ya que tiene configuraciones ajustables para ISO, velocidad de obturación y el f-stop. Estos ajustes pueden ayudar en el aspecto de iluminación y en general de la escena.
La manera de controlar la exposición de la iluminación en las escenas principalmente es a partir del ajuste ISO, Velocidad de obturación y el f-stop.
Dentro de los parámetros básicos de la cámara física podemos encontrar algunos como:
- Film gate (mm): Específica el tamaño horizontal del túnel de película en milímetros.
- Focal Length: Es el equivalente a la longitud de la lente del objetivo.
- Zoom Factor: Indica el valor de aumento, valores superiores a 1 acercan la escena e inferiores la alejan.
- Distortion: Específica el coeficiente de distorsión. Con esto podemos corregir la distorsión de la cámara horizontal.

## V-Ray RT
V-Ray RT es un plugin de renderizado ActiveShade para 3ds Max, separado del Motor V-Ray Principal. no es un plugin independiente del proceso Principal, en lugar de ello reutiliza los materiales y objetos de 3ds Max y V-Ray realizando un render en tiempo real desde fuera del 3ds Max en uno o más servidores de render V-Ray RT. Permite el uso del procesador gráfico para realizar este proceso por medio de OpenCL, y ha sido probado con éxito en las siguientes tarjetas gráficas. nVidia GeForce 480 GTX, nVidia GeForce 295, nVidia GeForce 9700M, nVidia GeForce 325M.

## Referencias

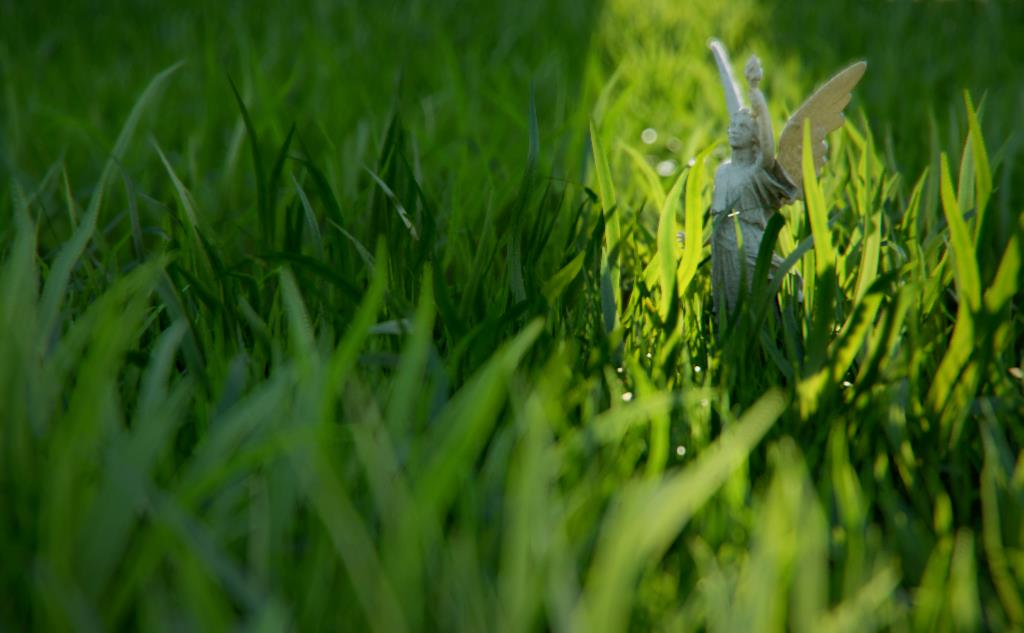
Render de grass usando Vray